# Ропуха Торніра
Ропуха Торніра (Nectophrynoides tornieri) — вид земноводних з роду Танзанійська ропуха родини Ропухові. Отримала назву на честь німецького зоолога Густава Торніра.

## Опис
Загальна довжина досягає 2,4—3,4 см. Спостерігається статевий диморфізм: самиці більші за самців. Голова невелика, дещо витягнута. Тулуб стрункий. Пальці на кінцівках розтопирені з пласкою основою, що дозволяє стрибати з гілки на гілку й по листям.
Спина самців коричнево—червоного кольору, черево — сіре або біле. Спина самиць іржавого тону. По середині проходить жовта смуга. Черево бежевого кольору. Також мають 2 чорні смуги на нижній частині лап.

## Спосіб життя
Полюбляє гірські тропічні ліси. Зустрічається на висоті від 450 до 1800 м над рівнем моря. Активна вночі.
Це яйцеживородна ропуха. Ембріони якого розвиваються в організмі самиці за рахунок поживних речовин яйця. Протягом року буває 3 статевих циклу, тривалість кожного з них коливається від 90 до 150 діб. Період вагітності дорівнює 2 місяцям. Кількість ембріонів, які одночасно виношуються самицею, буває від 9 до 60, але не більше 90 ембріонів на рік.

## Розповсюдження
Мешкає у танзанійських горах: Улугуру, Нгуру, Усамбара, Укагуру, Махенге, Удзунгва, Рунгве.